# Punta Colorada (Río Negro)
Punta Colorada es una localidad costera en la provincia de Río Negro, Argentina, dentro del departamento San Antonio. Es conocida por su historia en la industria minera y por su belleza natural, convirtiéndose en un emergente atractivo turístico.
Por su distancia de 35 kilómetros del centro poblacional de Sierra Grande se la considera una localidad perteneciente al extenso ejido municipal sierragrandense sin ser propiamente un barrio. Esto es reconocido por organismos nacionales que deben planificar sus políticas en conjunto.

## Historia
Punta Colorada ha tenido relevancia debido a su industria minera. En el siglo XX, albergó instalaciones de una empresa minera que procesaba hierro. La infraestructura industrial incluye una planta y un puerto mineralero con una cinta transportadora sobre un muelle de mil metros de longitud. Este muelle es visible a pesar de los 7 kilómetros que la separan de Playas Doradas y se utilizaba para el embarque de mineral de hierro.

## Geografía
Punta Colorada se encuentra en la costa atlántica de Río Negro. A 5 millas de la costa, el mar alcanza una profundidad de 40 metros, ideal para la navegación y la pesca en aguas profundas. La región ofrece paisajes impresionantes y una rica biodiversidad marina.

## Población
La población fue censada por primera vez en 1991 con 7 habitantes. Para 2001 registró 12 pobladores y el censo 2010 registró 4 habitantes. 
El censo 2022 registró una población de 4 habitantes que se repartieron entre 3 hombres y 1 mujer. Sin embargo, las cifras obtenidas fueron estimativas solo teniendo en cuenta a la población en viviendas particulares; es decir, excluyendo del dato a la población institucional y las personas sin hogar. Gracias a este censo también fue posible conocer su densidad y tamaño urbano.
| Gráfica de evolución demográfica de Playas Doradas entre 1991 y 2022 |
|                                                                      |
| Fuente: Censos nacionales del INDEC                                  |

## Economía
La economía de Punta Colorada ha estado tradicionalmente vinculada a la minería. En los últimos años, se han realizado esfuerzos para diversificar la economía local. La creación de una zona franca, restablecida con el apoyo de la entonces legisladora Roxana Fernández y la exgobernadora Arabela Carreras, busca atraer inversiones y aumentar la competitividad comercial de la región.
Adicionalmente, en julio de 2024 se anunció la construcción de una planta de licuefacción de gas natural (GNL) por parte de YPF y PETRONAS, con una inversión estimada de 30.000 millones de dólares. Esta planta permitirá transformar el gas natural extraído de Vaca Muerta en GNL para su transporte y exportación, consolidando a Punta Colorada como un polo estratégico en la industria energética.

## Infraestructura
Punta Colorada cuenta con una infraestructura en desarrollo. Las mejoras incluyen el suministro de agua potable, energía eléctrica y caminos. El puerto mineralero es una pieza central de la infraestructura local, facilitando el transporte de minerales y otros productos. Paralelamente, está en marcha la construcción del oleoducto Vaca Muerta Oil Sur, un proyecto desarrollado por YPF que conectará la localidad de Añelo en Neuquén con Punta Colorada. Este oleoducto de 600 km de longitud permitirá la exportación de petróleo desde Vaca Muerta a través de una terminal de exportación en Punta Colorada, con una inversión de 2.500 millones de dólares. La terminal en Punta Colorada cumplirá con todas las normas internacionales de seguridad y permitirá incrementar significativamente la capacidad de evacuación de hidrocarburos desde la región. Se confirmó que la planta de gas natural licuado (GNL) de YPF – Petronas se realizará en Río Negro y estará ubicada en el puerto de Punta Colorada, en la localidad de Sierra Grande.

## Turismo
Aunque es principalmente una zona industrial, la proximidad de Punta Colorada a Playas Doradas y sus características naturales la convierten en un atractivo para los turistas. Las actividades populares incluyen la pesca, la observación de aves y los deportes acuáticos. El muelle y la planta industrial son de interés para aquellos interesados en la historia industrial de la región.

## Zonas de uso del suelo
El plan de desarrollo urbano de Punta Colorada incluye la designación de zonas residenciales, comerciales, industriales y recreativas. El objetivo es ordenar el crecimiento urbano y garantizar un desarrollo equilibrado y sostenible.

## Desarrollo sostenible
El desarrollo sostenible es una prioridad en Punta Colorada. Los esfuerzos se centran en la protección de los recursos naturales y la promoción del turismo ecológico. La conservación de las áreas naturales y la biodiversidad es fundamental para asegurar un crecimiento que respete el entorno natural.

## Zona franca
La zona franca en Punta Colorada ofrece beneficios económicos, incluyendo exenciones impositivas y facilidades aduaneras. Estos incentivos están diseñados para atraer nuevas inversiones y fomentar el desarrollo económico de la región. Los proyectos en la zona franca incluyen el desarrollo de infraestructuras industriales y comerciales, creando nuevas oportunidades de empleo y crecimiento.